# 柏林四强协定

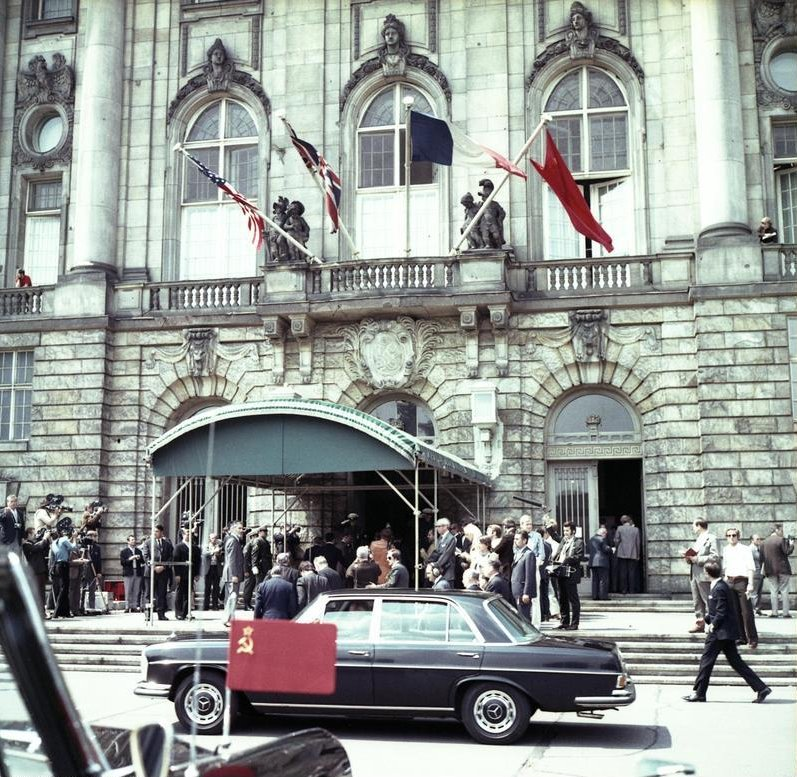
1972年6月3日，四国外长包括英国的亚历克·道格拉斯-休姆外交大臣、苏联的安德烈·安德烈耶维奇·葛罗米柯外交部長、法国的莫里斯·舒曼外交部長和美国的威廉·P·罗杰斯國務卿共同签署了柏林四强协定。

柏林四强协定（英語：Four Power Agreement on Berlin，又称柏林协议或柏林四方协议），是1972年6月3日由四个战时同盟国的大使协定的。四国外长，英国的亚历克·道格拉斯-休姆外交大臣、苏联的安德烈·安德烈耶维奇·葛罗米柯外交部長、法国的莫里斯·舒曼外交部長和美国的威廉·P·罗杰斯國務卿共同签署了协议，并规定在1972年6月3日起在柏林举行的一场仪式上正式生效。该协定并非条约，无需正式批准。

## 柏林协定

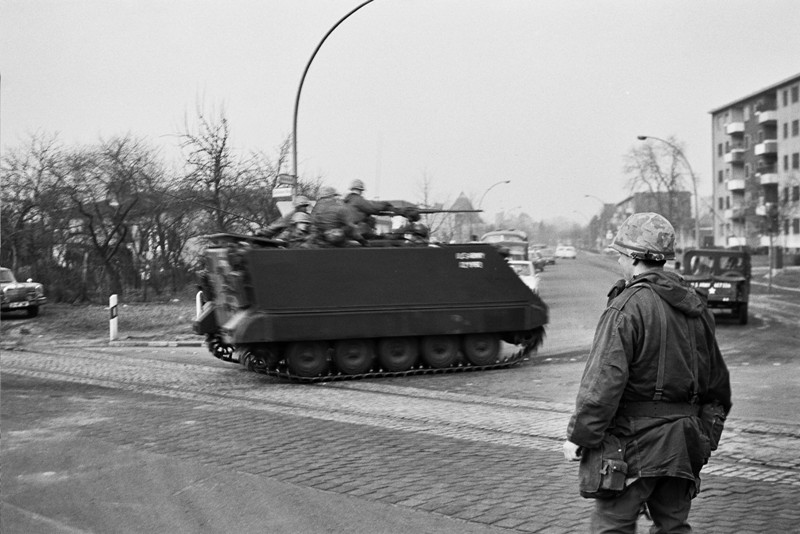
1969年的一个清晨的交通高峰期，柏林旅的駐德美軍陸軍部隊从策伦多夫居民区前呼啸而过，作为一个例行提醒，提醒居民们柏林仍然處於二战战胜国合法占领。

通过这个协定，四国决定将柏林和德国视为一个整体（1959年至1962年的柏林危机时苏联曾拒绝这么做），并将此作为自身的权力和责任，该协定还为常称缓和政策的到来奠定了基础。协定还使柏林的东西方重新建立了联系，在交通和通讯方面也作出了改善，为西柏林的居民带来了无数益处。
为了达成协定，四方都故意为柏林留下了模糊的政治定义，因此东西柏林在该协定中该负责的部分也各不相同。“柏林”这个词没有出现在文本中。僅稱柏林市为“有关区域”。
“四强协定”制定了英文、法文和俄文版本，所有语言版本的文本具有同等效力。唯独没有德文的正式版本，因为两个德国对协定文本的翻译存在很大争议。
协议生效后，苏联用一些模糊的措辞，尽力挑拨西柏林与德意志联邦共和国之间的关系。然而，该协议大大遏止了东方和西方之间在柏林的明争暗斗和紧张局势继续扩大。因此，它在最终导致1990年德国统一的进程中发挥了重要作用。
随着盟军的协议定下，两个德国也承认了基本条约（1973年6月起生效），两个国家承诺尊重彼此的主权。根据该条约的条款，双方的外交使团进行商业、旅游、文化方面的交流互通，并建立了通信关系。根据该协议及条约，1973年9月，两个德国都分别加入了联合国。
条约突破了一系列国际协定，被一些人视为冷战时期欧洲的正式分裂，而另一些人则认为这是导致冷战结束的过程之开始。M·E·沙洛特在2001年写道：“......尽管有所恐惧，但双方都设法多讨价还价以换取缓和的机会。”

## 脚注
1. ↑  "Big 4 Sign Berlin Accord, Stars and Stripes, June 4, 1972, p1
2. ↑  M.E. Sarotte; "Dealing with the Devil: East Germany, Detente & Ostpolitik, 1969-73"; The University of North Carolina Press; Chapel Hill, North Carolina. Page 164 in paperback edition.